# Laoximen
Laoximen (chiń. 老西门站) – stacja początkowa metra w Szanghaju, na linii 8. Zlokalizowana jest pomiędzy stacjami Dashijie, Lujiabang Lu, Yuyuan i Xintiandi. Została otwarta 29 grudnia 2007.